# Jenna Smith
Jenna Joy Smith (Des Moines, 25 luglio 1988) è una cestista statunitense.

## Carriera
È stata selezionata dalle Washington Mystics al secondo giro del Draft WNBA 2010 (14ª scelta assoluta).